# 半田市立横川小学校
半田市立横川小学校（はんだしりつ よこがわしょうがっこう）は、愛知県半田市大伝根町にある公立小学校。
- 人数は600人ほどである。

## 概要
- 大高町、上池町、新池町、長根町、大伝根町、横松上町（一部）、東大矢知町1・2丁目、西大矢知町、南大矢知町、北大矢知町、美原町、横川町、兀山町（一部）が校区であり、公立中学校の進学先は半田市立乙川中学校である[1]。
- 外国人の児童が多く、一部の配布物などはスペイン語、ポルトガル語でも作成されている。

## 沿革
- 1989年（平成元年）4月 - 半田市立乙川小学校から分離し、開校。
- 1995年（平成7年）2月 - 校舎を増築する。

## 交通アクセス
- JR東海武豊線亀崎駅下車、徒歩約25分。
- 名鉄河和線植大駅下車、徒歩約35分。
- 知多バス半田北部線「南大矢知町」バス停より徒歩約5分。

## 周辺施設
- 愛知県立半田東高等学校
- 半田市立乙川中学校
- 半田市立亀崎中学校
- 半田市立乙川小学校
- 半田市立乙川東小学校
- 阿久比町立東部小学校
- 半田市立横川保育園
- 一ノ草病院